# Thiacidas mukim
Auchenisa mukim là một loài bướm đêm trong họ Noctuidae.